# Kali Glagah
Kali Glagah is een bestuurslaag in het regentschap Purworejo van de provincie Midden-Java, Indonesië. Kali Glagah telt 720 inwoners (volkstelling 2010).